# Gerold d'Einsiedeln
Gerold de Grosswalsertal o d'Einsiedeln (Rècia, avui Suïssa, ca. 900 - Frisun, Gross Sankt Gerold, Grossenwalsertal, Àustria, 978), fou un noble eremita. És venerat com a sant per diverses confessions cristianes.

## Biografia
N'hi ha poques dades certes de la vida, i moltes llegendes. Va néixer en una família noble de la Rècia, la dels comtes de Saxònia. Casat, a una edat ja adulta deixà la seva esposa i fills per retirar-se a fer vida eremítica a Frisun, actual Santk-Gerold (Wallgau, Vorarlberg, Àustria).

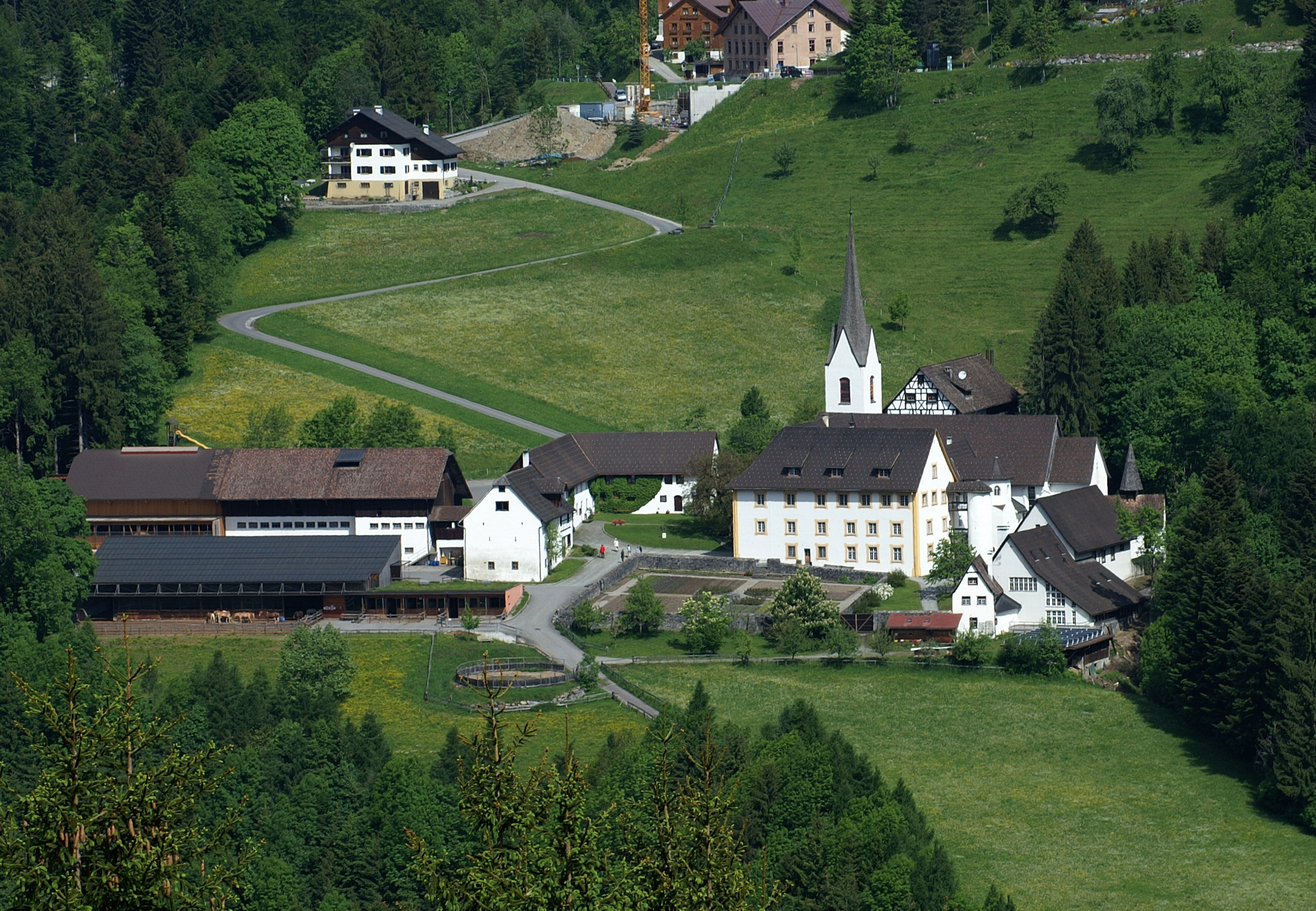
Abadia de Sankt-Gerold, sobre l'ermita on va viure el sant.

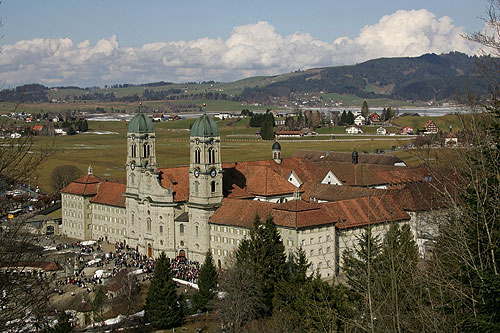
Monestir d'Eisiedeln en l'actualitat.

Va viure durant anys en una ermita propera al bosc, en un terreny que li va donare el seu veí i amic el comte Otó: ell mateix, en 970 va col·locar un cistell amb terra de les seves propietats a l'altar del monestir benedictí d'Einsiedeln, on havien ingressat com a monjos els seus fills Cunó i Ulric, com a símbol de la donació que en feia al monestir.
En morir Gerold, els seus dos fills foren autoritzats a ocupar l'ermita del seu pare i custodiar-ne la tomba.

## Veneració
Amb el temps, els abats d'Einsiedeln van fer fer una església al lloc de l'ermita, però fou destruïda durant les guerres del segle xvi. Gerold havia estat sebollit a Einsiedeln, però el 19 d'abril de 1663 les seves restes foren portats a l'ermita de Frisun, on són en l'actualitat amb les de Cunó i Ulric. El seu taüt fou trobat a l'església del priorat benedictí de Sankt Gerold en unes excavacions el 1965-1966.